# François Franceschi-Losio
Pour les articles homonymes, voir Franceschi.
François Franceschi-Losio (3 juillet 1770, Milan - 1810), militaire italien.

## Biographie
Nommé sur la demande du général Napoléon Bonaparte, sous-lieutenant adjoint à l'état-major de l'armée d'Italie le 13 frimaire an IV, et entré comme lieutenant dans le 15e régiment de dragons le 4 prairial an V, il devint capitaine aide-de-camp du général Masséna, en Helvétie, le 21 prairial an VI, fut grièvement blessé à l'affaire de Feldkirch, et le premier franchit le Rhin à la nage, près d'Aymos, lors de la prise de Coire, dans les Grisons, le 17 ventôse an VII.
Chef d'escadron en conservant ses fonctions auprès de Masséna, le 22 prairial suivant, il vint à l'aile droite de l'armée d'Italie, où, par sa fermeté et à l'aide d'un détachement de la 25e demi-brigade et de quelques Guides du général en chef, il arrêta la désertion de deux demi-brigades auxquelles le dénuement avait fait oublier leur devoir.
Pendant le blocus de Gênes, il prit part à toutes les sorties, eut un cheval tué sous lui en chargeant les Autrichiens à Cogoleto, et fut le seul officier de l'état-major de Masséna qui réussit à porter des ordres au général de division Soult, qui se trouvait coupé du reste de l'armée au poste de la Madone.
Rentré d'Italie en France après la paix de Lunéville, et compris comme officier de la Légion d'honneur dans la promotion du 25 prairial an XII, Franceschi fut nommé colonel par l'Empereur le 3 ventôse an XIII, et passa au service de Naples, en 1806, avec le titre d'écuyer du roi Joseph Bonaparte qu'il suivit en Espagne en 1808. Nommé aide-de-camp de ce prince, il parvint au grade de général de brigade et fut, quelque temps après, tué en duel à Vittoria par Carlo Filangieri, comme lui aide-de-camp du roi, par suite de quelques discussions sur les affaires de service.

## Source
« François Franceschi-Losio », dans Charles Mullié, Biographie des célébrités militaires des armées de terre et de mer de 1789 à 1850, 1852 [détail de l’édition]